# Woot.ro
woot.ro este o platformă românească de tip multi-courier marketplace fondată în 2017, care oferă servicii de comparație și expediere al coletelor naționale și internaționale. Platforma integrează soluții digitale destinate atât persoanelor fizice, cât și companiilor din domeniul e-commerce, punând accent pe automatizarea proceselor logistice.

## Istoric
Compania a fost fondată în București în 2017 de Cosmin Berendea și Violeta Mihai. La început, woot.ro a funcționat ca un marketplace pentru servicii de curierat, oferind utilizatorilor acces la tarife preferențiale fără a fi nevoie de un volum mare de expedieri. În timp, platforma s-a extins cu funcționalități tehnologice avansate, adresându-se în și segmentului de business.

## Servicii
-Expediere națională și internațională
-Comparare tarife și timpi de livrare de la mai mulți curieri
-Urmărire colet în timp real
-Credite preplătite și facturare 
-Magazin de consumabile 
-Dashboard dedicat clienților business (wootPRO)

## Tehnologie și mod de operare
woot.ro operează ca un agregator SaaS logistic, folosind tehnologii de automatizare pentru gestionarea expedierilor. Platforma integrează API-uri de la partenerii de curierat, oferind utilizatorilor o experiență simplificată. Utilizatorii beneficiază de tracking AWB, acces la istoric de comenzi, notificări automate și rapoarte de activitate.

## Piețe și acoperire
Platforma deservește clienți din România și din întreaga lume, livrând din România în peste 200 de țări și viceversa. 

## Parteneriate
woot.ro colaborează cu o serie de companii de curierat, printre care DPD, FAN Courier, Cargus, GLS și DHL. Parteneriatele permit oferirea de tarife preferențiale și opțiuni de livrare extinsă la nivel internațional. De asemenea, compania dezvoltă integrarea cu marketplace-uri locale.

## Recunoaștere
Platforma a fost menționată în publicații de business și tehnologie precum Forbes România https://www.forbes.ro/woot-ro-raporteaza-o-cifra-de-afaceri-de-13-milioane-de-lei-in-2024-430847 și Start-up.ro,https://start-up.ro/hi-coloana-18-hi-ce-trebuie-sa-stii-saptamana-asta-din-afaceri-si-tehnologie/ fiind considerată una dintre soluțiile emergente în domeniul logistic digital.